# 제20회 청룡영화상
제20회 청룡영화상은 1999년 12월 14일에 열린 시상식이다.

## 수상 및 후보

### 최우수 작품상
- 인정사정 볼 것 없다 수상
- 송어 - 송어 프로덕션
- 쉬리 - 강제규 필름
- 유령 - 우노필름
- 텔 미 썸딩 - 쿠앤씨 필름

### 감독상
- 쉬리 - 강제규 수상
- 주유소 습격사건 - 김상진
- 송어 - 박종원
- 인정사정 볼 것 없다 - 이명세
- 텔 미 썸딩 - 장윤현

### 남우주연상
- 태양은 없다 - 이정재 수상
- 인정사정 볼 것 없다 - 박중훈
- 유령 - 최민수
- 쉬리 - 최민식
- 텔 미 썸딩 - 한석규

### 여우주연상
- 내 마음의 풍금 - 전도연 수상
- 송어 - 강수연
- 러브 - 고소영
- 링 - 신은경
- 텔 미 썸딩 - 심은하

### 남우조연상
- 인정사정 볼 것 없다 - 장동건 수상
- 신장개업 - 박상면
- 주유소 습격사건 - 박영규
- 러브 - 박철
- 텔 미 썸딩 - 장항선

### 여우조연상
- 내 마음의 풍금 - 이미연 수상
- 닥터 K - 김하늘
- 텔 미 썸딩 - 송선미
- 자귀모 - 유혜정

### 신인남우상
- 미술관 옆 동물원 - 이성재 수상
- 북경반점 - 김석훈
- 송어 - 설경구
- 카라 - 송승헌
- 주유소 습격사건 - 유지태

### 신인여우상
- 노랑머리 - 이재은 수상
- 쉬리 - 김윤진
- 카라 - 김현주
- 자귀모 - 장진영
- 태양은 없다 - 한고은

### 신인감독상
- 내 마음의 풍금 - 이영재 수상
- 유령 - 민병천
- 미술관 옆 동물원 - 이정향

### 촬영상
- 인정사정 볼 것 없다 - 정광석 수상

### 기술상
- 유령 - 정도완 수상

### 각본상
- 미술관 옆 동물원 - 이정향 수상

### 인기스타상
- 한석규 수상
- 정우성 수상
- 심은하 수상
- 전도연 수상

### 한국영화 최다관객상
- 쉬리 수상

### 정영일영화평론가상
- 양윤모 수상

### 시나리오 공모대상
- 김선미 수상
- 황금창 수상